# Pertushvärri
Pertushvärri är en kulle i Finland.   Den ligger i den ekonomiska regionen Norra Lappland och landskapet Lappland, i den norra delen av landet, 1 000 km norr om huvudstaden Helsingfors. Toppen på Pertushvärri är 410 meter över havet, eller 61 meter över den omgivande terrängen. Bredden vid basen är 1,5 km.
Terrängen runt Pertushvärri är huvudsakligen platt, men åt sydost är den kuperad.  Trakten runt Pertushvärri är nära nog obefolkad, med mindre än två invånare per kvadratkilometer. Det finns inga samhällen i närheten. Omgivningarna runt Pertushvärri är i huvudsak ett öppet busklandskap.